# سریش (چسب)
سریش نام نوعی چسب است. در تهیهٔ این نوع چسب در سابق و شاید در حال حاضر در ایران، از ریشهٔ گونه‌های مختلف سریش استفاده می‌شود.